# Liste der größten NGOs Österreichs
Liste der größten NGOs Österreichs. Die Liste wurde Fundraising Verband Austria im Spendenbericht 2020 veröffentlicht.
| Nummer | Organisation                              | Spendenvolumen (in Mio) |
| ------ | ----------------------------------------- | ----------------------- |
| 1      | Österreichisches Rotes Kreuz              | 77,09                   |
| 2      | Caritas Österreich                        | 74,59                   |
| 3      | SOS-Kinderdorf                            | 38,16                   |
| 4      | Ärzte ohne Grenzen                        | 24,31                   |
| 5      | Missio - Päpstliche Missionswerk          | 19,21                   |
| 6      | Dreikönigsaktion                          | 17.61                   |
| 7      | Licht ins Dunkel                          | 16,90                   |
| 8      | Greenpeace                                | 16,65                   |
| 9      | St. Anna Kinderkrebsforschung             | 12,85                   |
| 10     | Licht für die Welt Österreich             | 12,00                   |
| 11     | Vier Pfoten                               | 11,72                   |
| 12     | Haus der Barmherzigkeit                   | 11,68                   |
| 13     | Paracelsus Medizinische Privatuniversität | 9,65                    |
| 14     | Rote Nasen Clowndoctors                   | 9,45                    |
| 15     | Umweltverband WWF                         | 9,44                    |
| 16     | CARE Österreich                           | 9,34                    |
| 17     | Diakonie - Brot für die Welt              | 8,77                    |
| 18     | Nachbar in Not                            | 7,22                    |
| 19     | Amnesty International                     | 6,43                    |
| 20     | DEBRA Austria                             | 6,36                    |
| 21     | World Vision                              | 6,14                    |
| 22     | MIVA - Austria                            | 5,23                    |
| 23     | UNICEF                                    | 5,22                    |
| 24     | Jugend eine Welt                          | 4,90                    |
| 25     | Sozial Medizinischer Dienst               | 4,85                    |
| 26     | CONCORDIA Sozialprojekte                  | 4,85                    |
| 27     | Volkshilfe Österreich                     | 4,38                    |
| 28     | Arbeitersamariterbund                     | 4,36                    |
| 29     | Pro Juventute                             | 4,32                    |
| 30     | Plan International Österreich             | 4,31                    |